# Сантос, Кауан
Кауан Мораис Виейра дос Сантос (порт.-браз. Kauã Morais Vieira dos Santos; род. 11 апреля 2003, Васорас, Рио-де-Жанейро), более известный, как Кауан Сантос (порт.-браз. Kauã Santos) — бразильский футболист, вратарь клуба «Айнтрахт» (Франкфурт).

## Клубная карьера
Кауан — воспитанник клуба «Фламенго». В 2023 году Сантос подписал контракт с франкфуртским «Айнтрахтом», где начал выступать за дублирующий состав.

## Международная карьера
В 2023 году в составе молодёжной сборной Бразилии Кауан стал победителем молодёжного чемпионата Южной Америки в Колумбии. На турнире он был запасным и на поле не вышел.
В том же году в составе молодёжной сборной Бразилии Кауан принял участие в молодёжном чемпионате мира в Аргентине. На турнире он был запасным и не сыграл ни минуты.

## Достижения

### Командные
Сборная Бразилии (до 20 лет)
- Чемпион Южной Америки среди молодёжных команд: 2023